# Burg Antonia

Die Burg Antonia nördlich des Tempelplatzes

Die Burg Antonia war eine antike Festung in Jerusalem, die von Flavius Josephus eingehend beschrieben worden ist.

## Geschichte
Die Burg Antonia befand sich an einer für die Verteidigung Jerusalems entscheidenden Stelle an der Stadtmauer nördlich des Tempels, da fast alle Angriffe auf Jerusalem von Norden her kamen. Außerdem ließ sich von der Antonia aus das Geschehen auf dem Tempelplatz kontrollieren.
Bereits in der Zeit des ersten Tempels stand hier eine Festung, der so genannte Haenaelturm. Nach dem Exil erfolgte unter Nehemia der Neuaufbau von Stadt und Tempel, in dessen Verlauf auch die inzwischen zerstörte Festung wieder aufgebaut wurde. Im Jahre 167 v. Chr. wurde die Festung durch die Seleukiden erneut zerstört, und an gleicher Stelle eine neue Festung errichtet. Diese hieß fortan Baris („Burg“). Herodes der Große baute sie zu einer prächtigen Palastfestung aus, in der er bis 23 v. Chr. residierte, bevor er in den neuen Königspalast auf dem Westhügel umzog. Zu Ehren seines Gönners Antonius nannte er die Festung nun Antonia. Nach dem Tod des Herodes wurde dort eine Kohorte der X. Legion stationiert. Im Jahr 66 wurde sie während des jüdischen Krieges von Zeloten in Brand gesteckt. Nach der Eroberung der Stadt im Jahr 70 durch römische Truppen wurde die Festung auf Befehl des Titus geschleift.

## Lage und Architektur

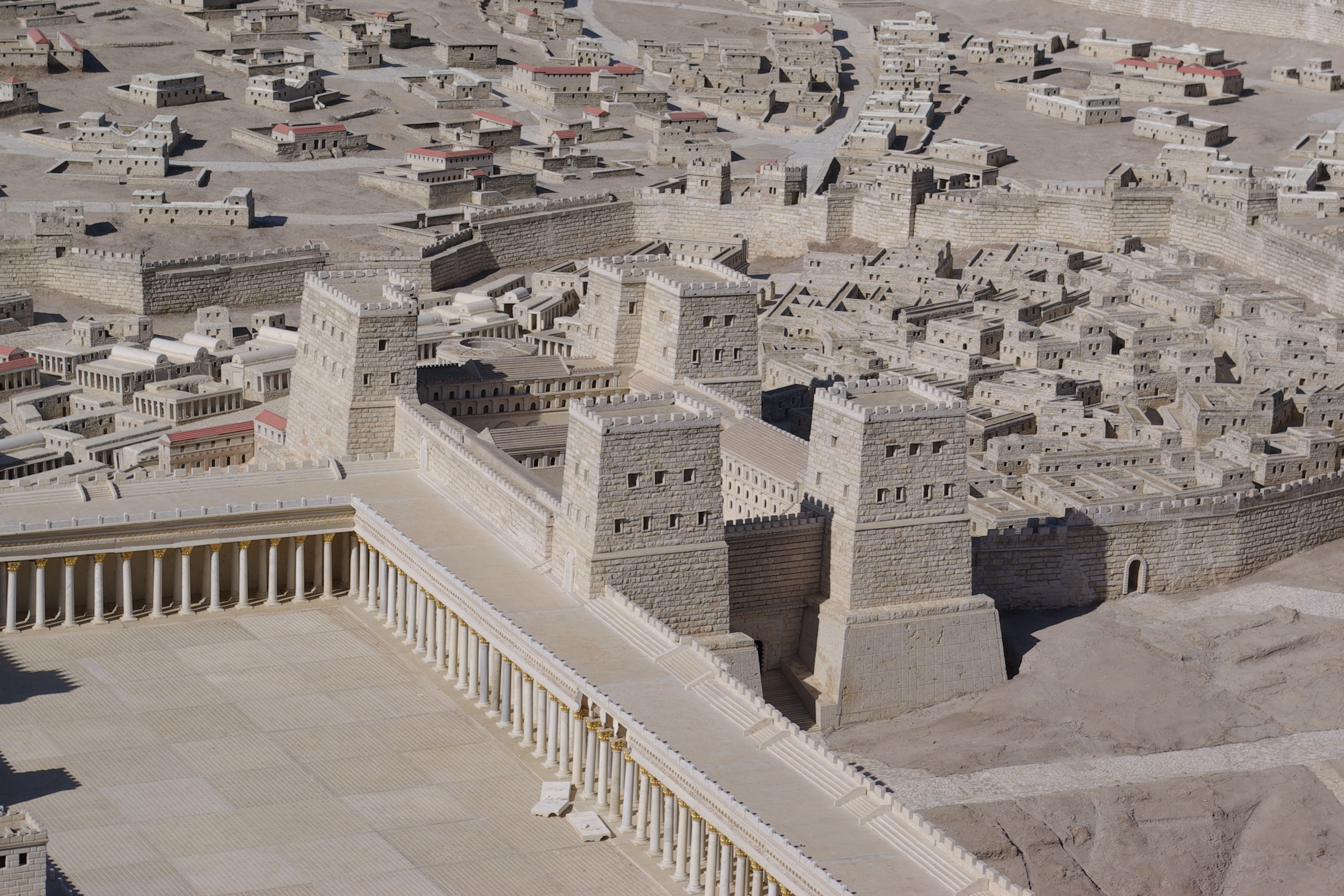
Modell der Burg Antonia im Holyland-Modell, seit 2006 im Israel Museum zu besichtigen

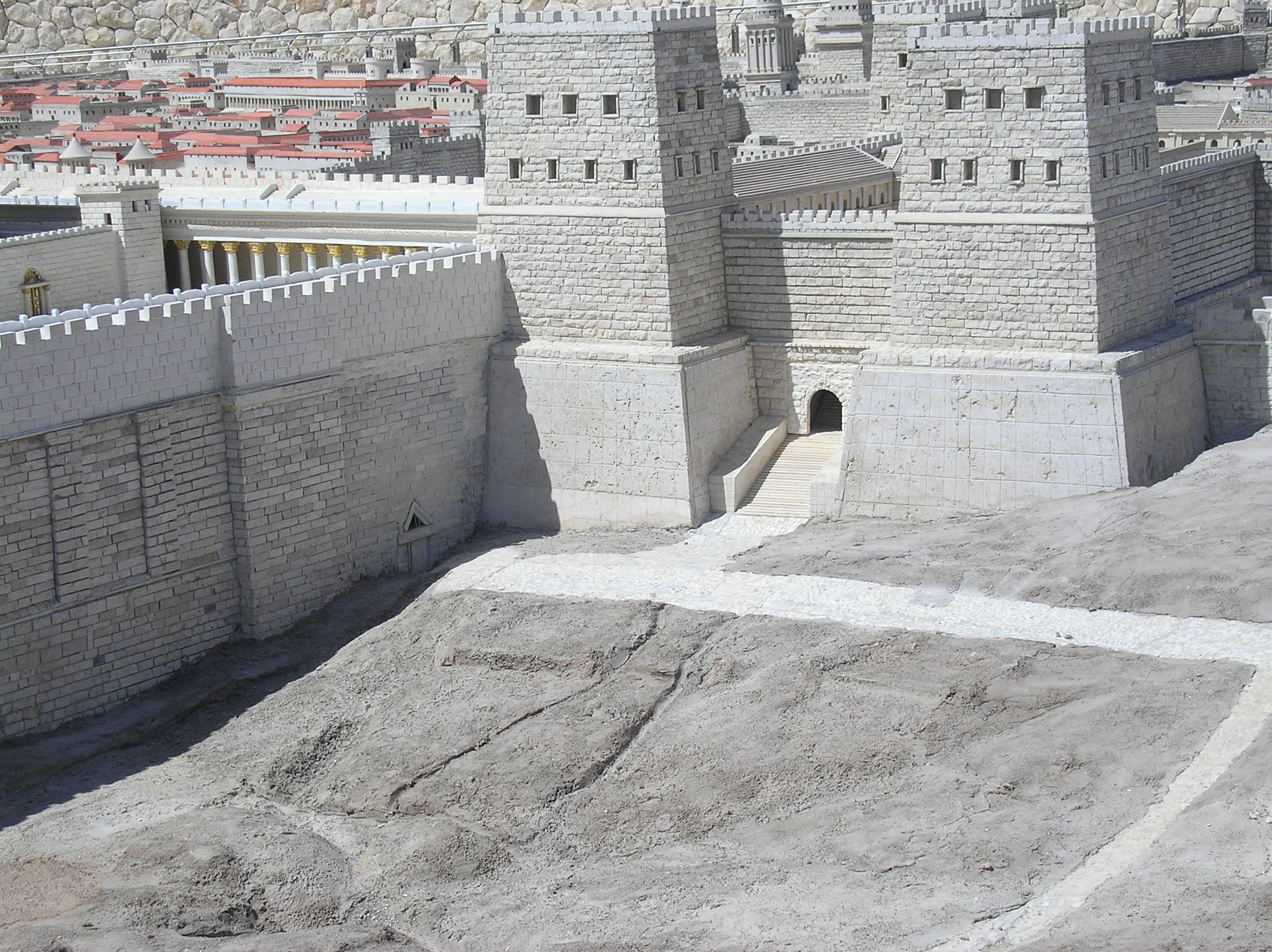
Die Burg mit Stadttor, Holyland-Modell der Stadt Jerusalem

Die Burg Antonia erhob sich auf einem 25 Meter hohen Felsplateau von 150 × 90 Metern. Vier wuchtige Türme verstärkten die Ecken. Jeder von ihnen war 25 Meter hoch, der Südostturm sogar 35 Meter. Nach außen hin war die Burg Antonia eine starke Festung, nach innen hin ein Palast mit Repräsentations- und Wohnräumen, Bädern, Kaserne und Arsenalen.

## Christliche Tradition
Die christliche Tradition sieht in der Burg Antonia den Ort, an dem Jesus Christus durch Pontius Pilatus zum Tode verurteilt worden sein soll. Ob das Urteil tatsächlich in der Burg Antonia gefällt wurde, ist fraglich. Der Begriff Prätorium (Joh 18,28 ) dürfte sich wohl eher auf den ehemaligen Königspalast auf dem Westhügel beziehen. Angesichts des Passahfestes und des befürchteten Aufruhrs in Jerusalem besteht aber durchaus die Möglichkeit, dass Pilatus Verhör und Verurteilung in der stark befestigten Burg Antonia durchführte.
Nachdem dieser Ort über 1100 Jahre nicht mit dem Prozess Jesu in Verbindung gebracht worden war, geschah dies erstmals bei Theodericus, der die Antonia 1172, den Angaben bei Josephus folgend, richtig lokalisierte. Ein anonymer Autor identifizierte um 1180 die Antonia mit dem Amtssitz des Pilatus. In der Kreuzfahrerzeit entstand ein kleiner Kuppelbau als Gedächtnisort, die „Kapelle der Ruhe“, die Ernoul so erklärte: „Dort, sagt man, habe Christus gerastet, als man ihn zur Kreuzigung führte...“ Darum begann hier der Kreuzweg (Via Dolorosa) der Kreuzfahrer, der über den Tempelberg zur Grabeskirche führte.